# Pyrus bretschneideri
Espèce
Synonymes
- Pyrus ×bretschneideri Rehder (préféré par BioLib)[2]

Pyrus bretschneideri, le poirier de Bretschneider, est une espèce d'arbre du genre Pyrus (regroupant tous les poiriers), de la sous-famille des Maloideae, caractérisée par des fruits à pépins (comme les pommes, poires et coings). La première description botanique en a été faite sur un petit arbre fruitier poussant dans la région de Pékin en Chine et donnant de petits fruits de 2-2,5 cm de diamètre.
Depuis Chen (1937), la classe des cultivars de poires chinoises blanches (baili) est assignée par les chercheurs chinois à  Pyrus ×bretschneideri. Malgré les informations nouvelles apportées par les études génétiques de ces dernières décennies, l'histoire évolutive des cultivars de poires blanches reste incertaine. Des auteurs comme Jiang et al,  considèrent que P.  bretschneideri ne fait pas partie du pool génétique d'espèces primaires chinoises de poiriers. La majorité des poires chinoises blanches seraient le résultat d'une introgression de gènes de Pyrus ussuriensis à Pyrus pyrifolia, deux espèces de poiriers poussant respectivement, plus au nord-est et plus au sud dans la vallée du Yangzi jiang.

## Étymologie et nomenclature
Dans le terme de latin scientifique Pyrus bretschneideri donné par Alfred Rehder en 1915, le nom de genre Pyrus vient du latin pirum « poire » et l'épithète spécifique bretschneideri est dérivé du nom du docteur Bretschneider de Pékin qui avait envoyé en 1882 des graines de poiriers à l'arboretum Arnold (États-Unis) dirigé par Rehder. Ces graines ont germé et ont donné des arbres dont Rehder a fourni une description botanique.
La taxonomie des poiriers chinois est restée confuse jusqu'à ce qu'en 1915, Alfred Rehder identifie 12 espèces de poiriers chinois.  En 1937, le taxonomiste chinois R. Chen présente la classification de Rehder des poiriers chinois dans son ouvrage Taxonomy of the Trees in China. Actuellement (en 2019), Flora of China reconnait la présence de 14 espèces en Chine dont 8 indigènes.

## L'espèce sauvage

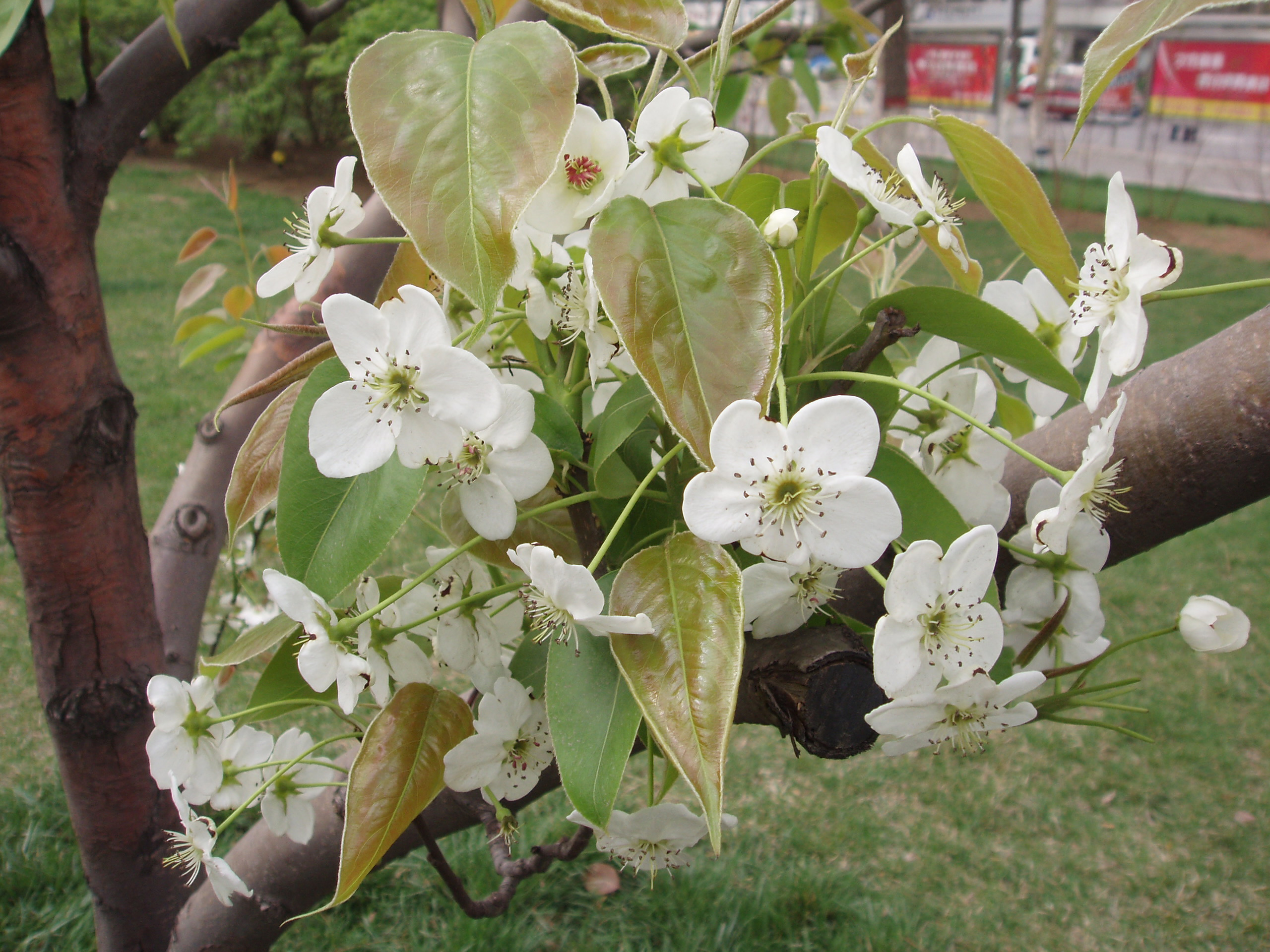
Feuilles et fleurs de poirier Ya cultivé

Selon la description de Flora of China en anglais (provenant en grande partie de l'originale en latin de Rehder, 1915), Pyrus bretschneideri est un petit arbre de 5 à 8 mètres de haut, à feuilles caduques. Les rameaux sont brun violacé, robustes et glabres lorsqu'ils sont vieux, et pubescents lorsqu'ils sont jeunes. 
Les feuilles portées par un pétiole de 2,5 à 7 cm, sont ovales ou ovales-elliptiques, de 5-11 cm de long sur 3,5-6 cm de large, la base en général largement cunéiforme, la marge spinulée-serrulée et l'apex acuminé. 
L'inflorescence est un racème ombelliforme portant 7 à 10 fleurs de 2 à 3,5 cm de diamètre. Sur l'hypanthe cupulaire, les 5 sépales sont triangulaires, acuminés. Les 5 pétales blancs, ovales entourent 20 étamines et un ovaire à 4 ou 5 locules contenant chacune deux ovules.
La floraison a lieu en avril et la fructification en août-septembre. Comme tous les poiriers, le poirier de Bretschneider est auto-incompatible mais compatible avec les autres Pyrus, ce qui explique sa grande hétérozygotie. 
Le  petit fruit pomacé qui fait 2 à 2,5 cm de diamètre, est ovoïde ou subglobuleux,, les sépales sont caducs (ils ne restent pas fixés sur le fruit). Le fruit est pomacé, c'est-à-dire qu'il comporte à la fois une partie vrai-fruit (dérivant de l'ovaire) et une partie faux-fruit (liée à une croissance du réceptacle ou hypanthe ou piridion). Le vrai-fruit constitue ce qu'on appelle le trognon, tandis que la partie comestible dérive du réceptacle.
Pyrus bretschneideri  est un arbre très rustique, capable de résister à des températures de −15 °C quand il est en dormance.

## Distribution

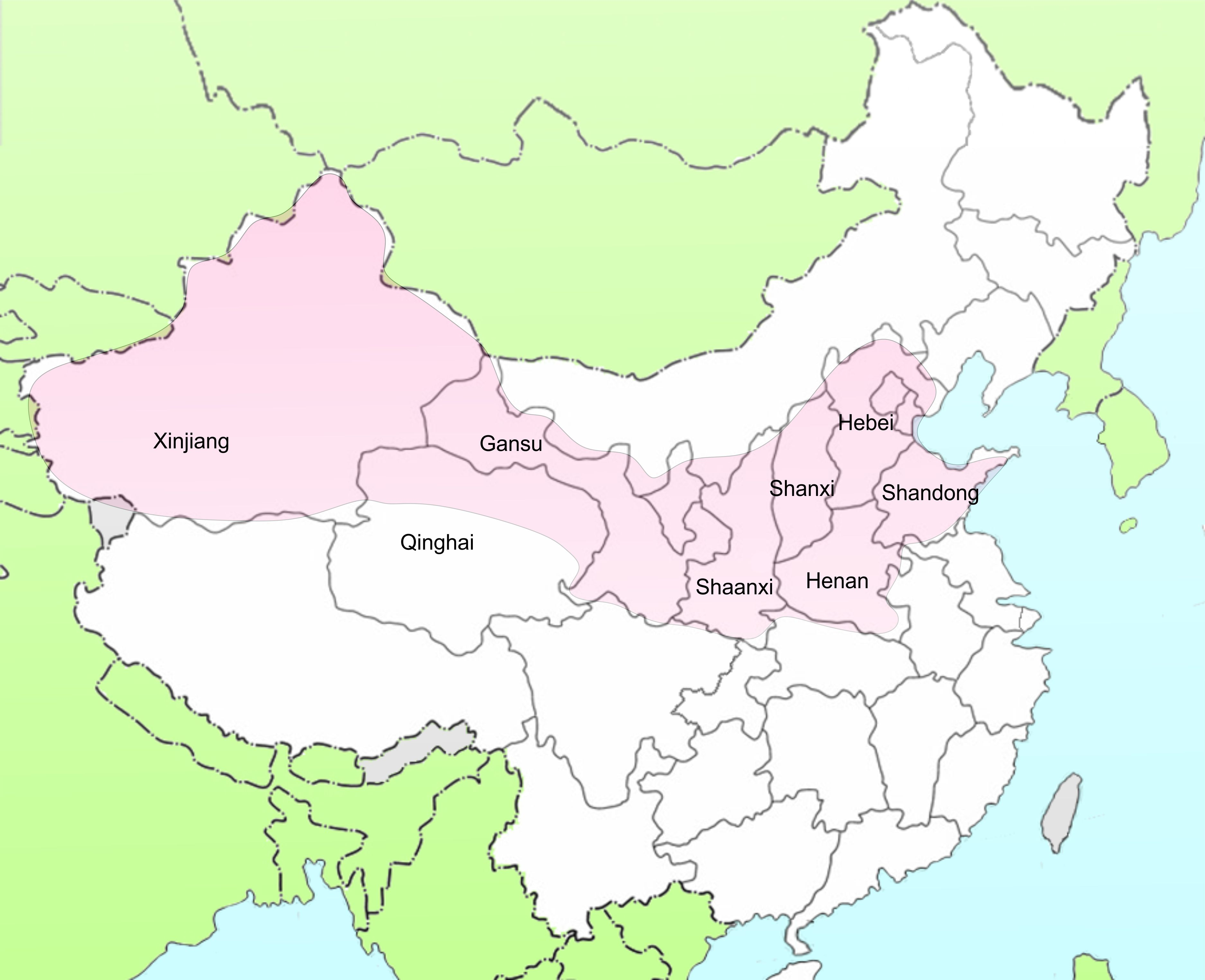
Distribution des poires chinoises blanches

La distribution de l'espèce sauvage n'est pas connue. Rehder a décrit un arbre provenant des environs de Pékin.
Les cultivars de poires blanches attribuées traditionnellement à Pyrus bretschneideri sont cultivées dans la région du cours moyen et inférieur du Fleuve Jaune et la région du nord-ouest et de l'ouest couvrant les provinces du Hebei, Henan, Shaanxi, Shandong, Shanxi, Gansu, Qinghai, Xinjiang[réf. nécessaire]. Ce sont des régions qui peuvent être très froides l'hiver.
C'est un arbre qui convient aux sols légers (sableux), moyens (limoneux) et lourds (argileux) et qui préfère les sols bien drainés, ensoleillés, secs et limoneux. Une fois établi, il résiste à la sécheresse.

## Les cultivars

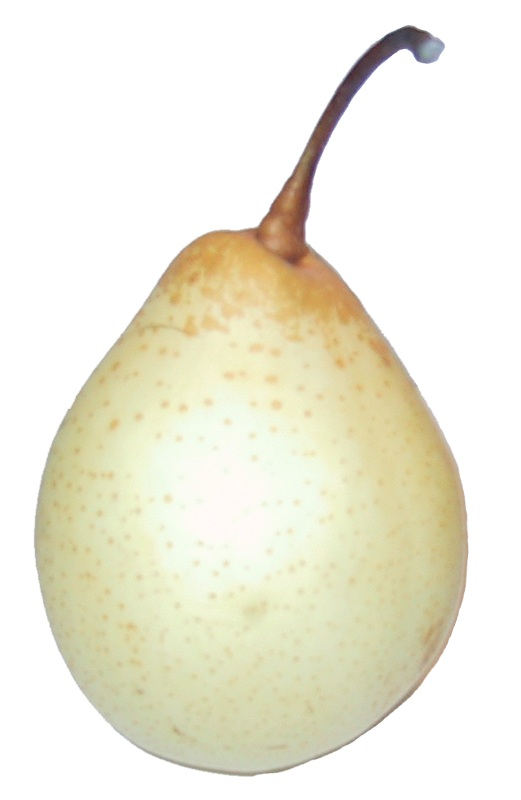
Poire ya, originaire du Hebei, classification incertaine

Parmi les poiriers sauvages poussant sur le territoire chinois, seuls un petit nombre ont été cultivés pour la production commerciale de fruits. Selon Teng et Tanabe (2004), les cultivars de poiriers chinois sont habituellement rassemblés en quatre grandes classes : 1) les poires chinoises blanches PCB (baili 白梨) 2) les poires chinoises sableuses PCS (shali 砂梨) 3) les poires de l'Oussouri (qiuzi li 秋子梨) 4) les poires du Xinjiang (xinjiang li 新疆梨).
Tous ces poiriers cultivés ont été sélectionnés pour donner de gros fruits croquants et juteux (comparativement petits fruits du poirier de Bretschneider sauvage).
Certains cultivars, comme le célèbre yali 鸭梨 « poire-canard », originaire de la province du Hebei (province autour de Pékin), reste difficile à classer. La plupart des chercheurs le classent parmi les poires chinoises blanches (baili)[réf. nécessaire] classiquement rapporté à P. ×bretschneideri, alors que d'autres le classe comme une poire de l'Oussouri blanche (baiseqiuzili 白色秋子梨) (Baidu[réf. nécessaire].

### Les poires chinoises blanches (baili) viendraient deP.×bretschneideri
Les cultivars baili 白梨 « poires blanches » sont de petits arbres fruitiers de 5 à 8 m de haut, aux feuilles ovales, portées par des pétioles densément tomenteux à l'état jeune. Les fruits sont jaune pâle, ovoïdes ou subglobuleux, piqueté de points blancs. La floraison a lieu en avril et la fructification en août-septembre[réf. nécessaire]. Les poires baili ont une peau fine, une chair délicate, croquante, juteuse, douce et rafraîchissante. Dans la province du Hebei, on trouve la variété yali (鸭梨) « poire-canard » (le pédoncule allongé comme une tête de canard)  ainsi que mili 蜜梨, xuehuali 雪花梨, xiangyali 象牙梨, qiubaili 秋白梨 ainsi que d'autres variétés dans les provinces du Shandong et du Shanxi[réf. nécessaire]. Leur zone de culture se trouve grosso modo dans la région du cours inférieur et moyen du Fleuve Jaune, située entre les poires de l'Oussouri au nord et les poires chinoises sableuses PCS, dans la vallée du Yangzi jiang.
Les cultivars de poires chinoises blanches sont les poires les plus cultivées en Chine. Elles croissent dans une région au sud des poires de l'Oussouri (dérivées de Pyrus ussuriensis Maxim., capables de résister à des températures de -40  à −50 °C). Étant distribuées entre Pyrus ussuriensis et Pyrus pyrifolia, un chercheur japonais, Kikuchi proposa en 1946 que les poires chinoises blanches viennent d'une hybridation de P. ussuriensis et P. pyrifolia, qu'il nomma P. ussuriensis var. sinensis. Mais en raison de grandes différences morphologiques entre les poires blanches et les poires de l'Oussouri, les chercheurs chinois n'acceptèrent jamais cette nomenclature. 
Depuis 1937, les chercheurs chinois (Chen, 1937, Hu, 1937) ont assigné les poires chinoises blanches à l'hybride P. ×bretschneideri (l'espèce décrite par Rehder était soupçonnée de provenir d'une hybridation de P. betulifolia Bunge et de cultivars de P. pyrifolia).

### Analyses génétiques phylogéographiques des PCB
Depuis de début des années 2000, les analyses génétiques des populations géographiques ont permis de renouveler les hypothèses sur l'origine et l'histoire évolutive des cultivars de poiriers chinois. En 2018, Yue et al., ont utilisé des marqueurs microsatellites et des régions de l'ADN chloroplastique pour étudier la diversité des poiriers asiatiques en s'appuyant sur 441 accessions de poiriers de régions géographiques différentes à travers la Chine et le Japon. Les analyses phylogéographiques des auteurs suggèrent que les trois groupes de poires asiatiques principaux (poires sableuses PCS, poires blanches PCB et poires japonaises PJ) dérivent d'un même progéniteur de Pyrus pyrifolia sauvage en Chine. Les poires chinoises sableuses PCS ont montré une plus grande diversité génétique que les poires chinoises blanches PCB. Les niveaux de diversité génétique dans les populations au sud du Yangzi jiang étaient généralement plus élevés que ceux des populations du nord. Cela suggère que les accessions des poires sableuses PCS possédant le plus haut niveau de polymorphisme auraient pu contribuer au développement des poires blanches PCB.
En raison de l'absence de barrière de reproduction entre espèces de Pyrus, le mode majeur d'évolution des cultivars de poiriers passe par l'hybridation interspécifique. La multiplication d'événements d'hybridation interspécifiques provoque une évolution réticulée (en), entravant notre capacité à comprendre l'histoire évolutive. L'étude génétique des rétrotransposons (Jiang et al, 2016) indique que quatre pools génétiques correspondent à quatre espèces primaires asiatiques: Pyrus betulaefolia, Pyrus pashia, Pyrus pyrifolia, et Pyrus ussuriensis (espèces primaires telles que définies par Challice et Westwood). On constate que Pyrus bretschneideri ne fait plus partie des espèces primaires chinoises.
Ces auteurs suggèrent que les cultivars de poires chinoises blanches auraient connu une introgression de gènes de P. ussuriensis à P. pyrifolia. On retrouve donc l'ancienne hypothèse de Kikuchi. Bien que les espèces sauvages de Pyrus portent des fruits de mauvaise qualité, elles pourraient contribuer à la résistance aux maladies et à l'adaptabilité des poires cultivées.

## Séquençage du génome
En 2013, le séquençage du génome de poire Pyrus bretschneideri cv. 'Dangshansuli' a été effectué par une nombreuse équipe autour de Wu Jun. Le cultivar Dangshansuli 砀山酥梨 (abr. suli) est une poire subglobuleuse (comme une pomme), réputée pour sa saveur. C'est le cultivar de poiriers asiatiques le plus cultivé dans le monde, avec plus de 4 millions de tonnes par an, et un passé de plus de 500 ans. 
Le génome encode 42 812 gènes codant des protéines. Des séquences répétitives d'une longueur de 271,9 Mb, représentant 53,1% du génome de la poire, sont identifiées. Les gènes caractéristiques pour l'auto-incompatibilité, pour les cellules pierreuses lignifiées (sclérenchymateuses) et le métabolisme du sorbitol et des composés volatils ont été identifiés.